# Yu Okamoto
Yu Okamoto (Tokyo, 13 agosto 1988) è un tuffatore giapponese.

## Biografia
Ai Giochi asiatici di Canton 2010 ha ottenuto il quinto posto dalla piattaforma 10 metri sincro, il decimo nel trampolino 1 metro, il settimo dal trampolino 3 metri e il quarto dal trampolino 3 metri sincro, in squadra con Shō Sakai.
Nel 2011, in squadra con Kazuki Murakami, ha partecipato ai Campionati mondiali di nuoto di Shanghai 2011 nella piattaforma 10 metri sincro dove ha ottenuto il nono posto precedendo i bielorussi Cimafej Hardzejčyk e Vadzim Kaptur.